# 1109
Évszázadok: 11. század – 12. század – 13. század
Évtizedek: 1050-es évek – 1060-as évek – 1070-es évek – 1080-as évek – 1090-es évek – 1100-as évek – 1110-es évek – 1120-as évek – 1130-as évek – 1140-es évek – 1150-es évek
Évek: 1104 – 1105 – 1106 – 1107 –  1108 – 1109 – 1110 – 1111 – 1112 – 1113 – 1114

## Események
- július 12. – A keresztesek elfoglalják Tripolit.[1]
- augusztus 24. – III. Boleszláv lengyel fejedelem legyőzi V. Henrik német-római császárt a hundsfeldi csatában.
- Könyves Kálmán lengyel segítséggel kiveri az országból Szvatopluk cseh fejedelem seregét.
- Fulkó Anjou grófja lesz (1131-től Jeruzsálem királya).
- Kasztíliai Urraca követi apját VI. Alfonzot Kasztília trónján (1126-ig uralkodik).
- I. Alfonz aragóniai király és Kasztíliai Urraca házassága.

## Születések
- július 25. – Alfonzo Henriques, 1139-től Portugália első királya († 1185)

## Halálozások
- június 30. – VI. Alfonz kasztíliai király (1072-óta León királya is), (* 1040 körül)
- szeptember 21. – Szvatopluk cseh fejedelem (* ?)